# Gare de Barsanges
La gare de Barsanges est une ancienne halte ferroviaire française de la ligne du Palais à Eygurande - Merlines, située sur le territoire de la commune de Pérols-sur-Vézère, dans le département de la Corrèze en région Nouvelle-Aquitaine.
C'est jusqu'en 2014 une halte de la Société nationale des chemins de fer français (SNCF) desservie par les trains du réseau TER Nouvelle-Aquitaine.

## Situation ferroviaire
Établie à 815 m d'altitude, la halte de Barsanges est située au point kilométrique (PK) 468,329 de la ligne du Palais à Eygurande - Merlines, entre les gares ouvertes de Pérols et Jassonneix. Elle est séparée de Jassonneix par la gare fermée d'Ambrugeat au PK 473,150.

## Desserte

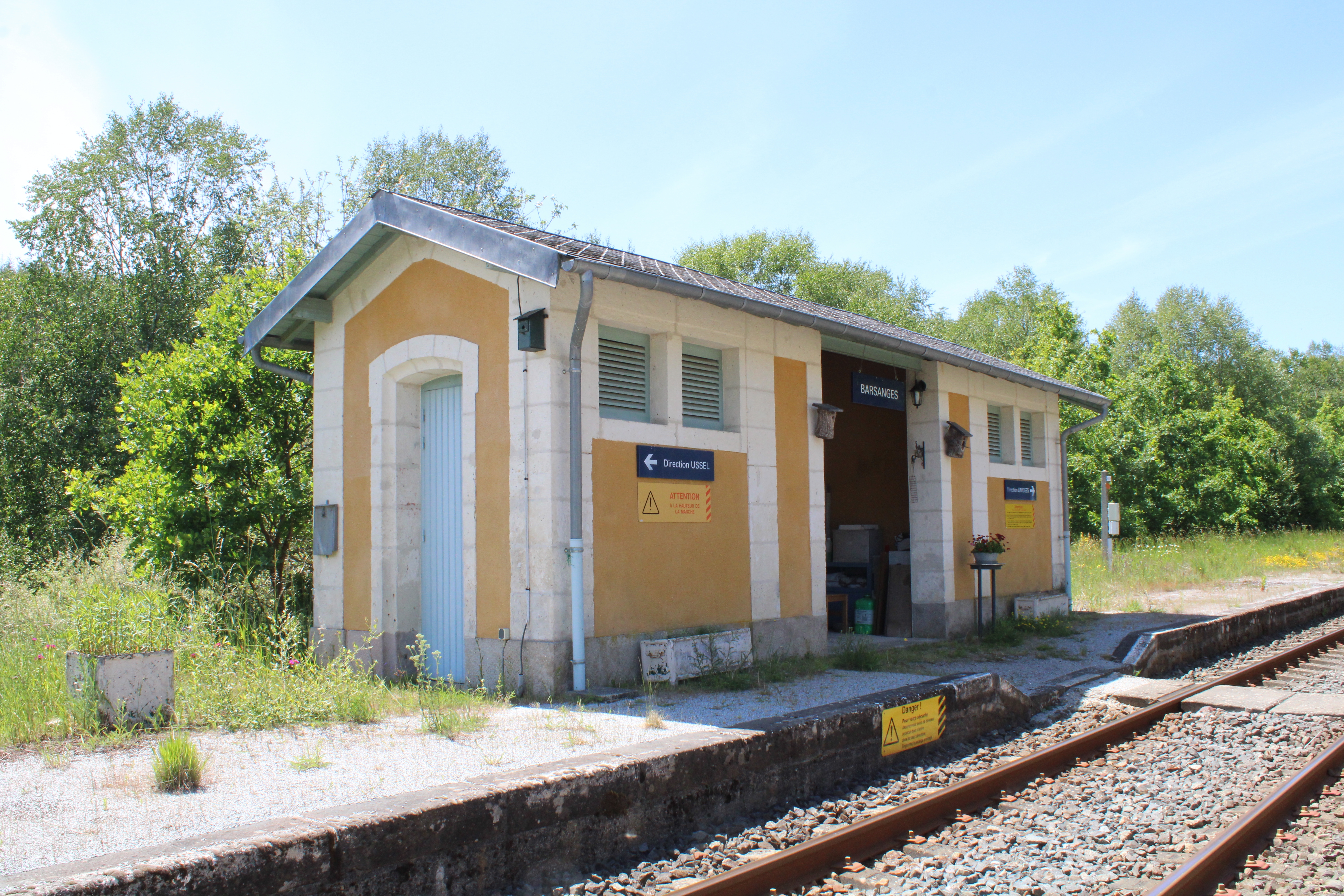
L'ancienne salle d'attente en 2022.

La halte de Barsanges était desservie par des trains du réseau TER Nouvelle-Aquitaine qui circulent sur la ligne no 8 entre les gares de Limoges-Bénédictins et Ussel (et Clermont-Ferrand jusqu'au 5 juillet 2014). Elle est finalement fermée en 2014.